# مورين مواناواسا
مورين مواناواسا (من مواليد 28 أبريل 1963م) هي سياسية زامبية والسيدة الأولى السابقة لزامبيا منذ عام 2002م حتى عام 2008م. وهي أرملة الرئيس السابق ليفي مواناواسا، الذي توفي في منصبه عام 2008م.

## سيرتها الشخصية
في بدايات عام 2006م، كان يُنظر إلى مواناواسا على أنها مرشحة محتملة لرئاسة البلاد، ولكن بعد وفاة زوجها لم تتقدم للترشح لتمثيل حزب زوجها في الانتخابات. ومع ذلك، فقد تصادمت فجأة مع مايكل ساتا من الجبهة الوطنية عندما جاء لتقديم العزاء لها في جنازة زوجها، مما أدى إلى إجبار ساتا للخروج من المبنى.
حيث أنها الرئيسة السابقة لمنظمة السيدات الأفريقيات الأولى لمكافحة فيروس نقص المناعة البشرية/ الإيدز و مؤسسة مبادرة مجتمع مورين مواناواسا (MMCI) في عام 2002م. وكانت أيضًا المالكة المشتركة لشركة Mwanawasa & Company وهي شركة محاماة زوجها، حتى دخوله في السياسة و ترك ممارسته للمحاماة.
كانت مواناواسا من شهود يهوه، ولكن في عام 2001م تم طردها كنيسيًا لمشاركتها بنشاط في السياسة.

## الحياة السياسية
في مايو 2016م، أعلنت مواناواسا ترشحها لمنصب عمدة لوساكا التنفيذي تحت رعاية الحزب المتحد للتنمية الوطنية (UPND) في الإنتخابات العامة لعام 2016م التي أجريت في 11 أغسطس 2016م. قدمت أوراق ترشيحها في 30 مايو 2016م، حيث حصلت على موافقات الرئيس السابق ونائب الرئيس غاي سكوت، وكذلك النائبين السابقين سيلفيا ماسيبو وأوبورد مواليتيتا. و تعهدت بالحد من تفشي الكوليرا في المدينة ونقص المياه إذا تم انتخابها.
وعدت مواناواسا أيضًا بحل مشاكل القمامة في المدينة من خلال إنشاء نظام لجمع القمامة، قائلةً "في كل مكان تنظر حوله في لوساكا، هناك قمامة ويجب أن يتغير هذا بدءًا من هذا الأسبوع عند تشكيل الحكومة. لا توجد وسيلة لدينا يمكن فيه أن تطفو مدينتنا الجميلة على القمامة، حيث أن مستويات التخلص العشوائي من القمامة في مدينة لوساكا تنذر بالخطر. فعندما تكون في شوارع لوساكا، تنظر غربًا ترى قمامة، تنظر شرقًا ترى قمامة، تنظر شمالًا تري قمامة، تنظر جنوبًا ترى قمامة. و هذا غير مقبول. هل ترغب في ذلك إذا كان منزلك مليئًا بالقمامة وكانت هناك رائحة كريهة في كل مكان؟ الإجابة هي لا. نحن بحاجة إلى الحفاظ على نظافتنا والحفاظ على صحتنا ولياقتنا البدنية. و من واجبنا الحفاظ على نظافة مدينتنا ليس فقط من أجلنا، ولكن أيضًا للأشخاص الذين يزورون مدينتنا وكذلك للأجيال القادمة."
احتلت مواناواسا المركز الثاني في انتخابات بلدية لوساكا في 11 أغسطس، وخسرت أمام مرشح الجبهة الوطنية ويلسون كالومبا. حيث فاز كالومبا في الانتخابات بـ270161 صوتًا، بينما جاءت مواناواسا في المركز الثاني بأغلبية 150807 أصواتًا.